# Esanatoglia
Esanatoglia es una localidad y comune italiana de la provincia de Macerata, región de las Marcas, con 2165 habitantes.

## Evolución demográfica
| Gráfica de evolución demográfica de Esanatoglia entre 1861 y 2001 |
|                                                                   |
| Fuente ISTAT - elaboración gráfica de Wikipedia                   |

## Personajes ilustres
Carlo Milanuzzi, músico italiano del primero período barroco